# スティル・ウォーム
『スティル・ウォーム』（Still Warm）は、アメリカ合衆国のジャズ・ギタリスト、ジョン・スコフィールドが1986年に発表したスタジオ・アルバム。

## 背景
スコフィールドは1985年までマイルス・デイヴィスのグループに在籍しており、本作のレコーディングはデイヴィスのツアーの合間に行われた。なお、本作でベースを弾いたダリル・ジョーンズは、デイヴィスの『デコイ』（1984年）、『ユア・アンダー・アレスト』（1985年）といったアルバムでもスコフィールドと共演している。
スコフィールドは本作のレコーディングにおいて、アイバニーズのギターとエフェクター、サンダウンのアンプを使用した。

## 反響・評価
アメリカでは『ビルボード』のジャズ・アルバム・チャートで4位に達した。スコット・ヤナウはオールミュージックにおいて5点満点中3点を付け「ファンキーで探索的で、ある時は騒がしく、またある時はグルーヴが感じられる」「スコフィールドの特に重要な作品の一つというわけではないが、探求してみるべき刺激的な音楽」と評している。

## トラック・リスト
全曲ともジョン・スコフィールド作曲。
| #  | タイトル                                     | 作詞 | 作曲・編曲 | 時間 |
| -- | -------------------------------------------- | ---- | ---------- | ---- |
| 1. | 「テクノ - Techno」                          |      |            | 7:30 |
| 2. | 「スティル・ウォーム - Still Warm」          |      |            | 6:02 |
| 3. | 「ハイ・アンド・マイティ - High and Mighty」 |      |            | 5:17 |
| 4. | 「プロトコル - Protocol」                    |      |            | 3:46 |
| 5. | 「ルール・オブ・サム - Rule of Thumb」       |      |            | 7:25 |
| 6. | 「ピック・アンド・パン - Picks and Pans」    |      |            | 5:26 |
| 7. | 「ギルB643 - Gil B643」                      |      |            | 6:43 |

## パーソネル
- ジョン・スコフィールド - ギター
- ドン・グロルニック - キーボード
- ダリル・ジョーンズ - エレクトリックベース
- オマー・ハキム - ドラムス、エレクトロニック・パーカッション